# Lina Congo
Lina Congo is een luchtvaartmaatschappij uit Congo-Brazzaville met haar thuisbasis in Brazzaville.

## Geschiedenis
Lina Congo is opgericht in 1961 als Air Congo of Compagnie Congolaises de Transports Aeriens. In augustus 1965 werd de maatschappij genationaliseerd en omgedoopt in Lina Congo. Tussen 1994 en 1999 en van 2002 tot 2005 werden geen vluchten uitgevoerd.

## Vloot
De vloot van Lina Congo bestaat uit:(mei 2007)
- 1 Ilyushin IL-76TD